# Kung Arthur och rättvisans riddare
Kung Arthur och rättvisans riddare (King Arthur and the Knights of Justice) är en amerikansk animerad TV-serie, producerad av Golden Films, C&D Entertainment och Bohbot Entertainment. Serien skapades av Diane Eskenazi (Golden Films) och Avi Arad (ordförande för Toy Biz samt VD och grundare av Marvel Studios), vilka också var exekutiva producenter. Serien sändes under perioden 13 september 1992-12 december 1993. En trenummers miniserie baserad på TV-serien utgavs av Marvel Comics. Ett SNES-spel baserat på TV-serien gjordes också. Några avsnitt av TV-serien har getts ut på svenska på VHS och DVD av Film Factory.

## Handling
Serien är baserad på legenden om kung Artur och Riddarna av Runda bordet. Medlemmarna i amerikansk fotboll-klubben New York Knights förflyttas till Medeltidens England.

## Avsnitt

### Säsong 1
1. "Opening Kick-Off" ("Från quarterback till riddare vid runda bordet"[2])
2. "A Knight's Quest"
3. "The Unbeliever" ("Den eldsprutande draken"[3])
4. "Even Knights Have to Eat"
5. "Assault on Castle Morgana" ("Attacken på borgen Morgana"[4])
6. "Quest for Courage"
7. "The Warlord Knight"
8. "The Challenge"
9. "To Save a Squire"
10. "The Surrender"
11. "Darren's Key"
12. "Viper's Phantom"
13. "The Way Back"

### Säsong 2
1. "A Matter of Honor"
2. "What the Key Unlocked"
3. "Tyronne and Everett Alone"
4. "The Dark Side"
5. "The Quitter"
6. "Camelot Park"
7. "The High Ground"
8. "The Island"
9. "Quest for the Book"
10. "Enter Morgana"
11. "The Cure"
12. "Winter Campaign"
13. "Tone's Triumph"

### Fotnoter
1. ↑  ”King Arthur & the Knights of Justice” (på engelska). TV.com. 1992-1993. Arkiverad från originalet den 6 juni 2014. https://web.archive.org/web/20140606204635/http://www.tv.com/shows/king-arthur-and-the-knights-of-justice/. Läst 6 juni 2014.
2. ↑  https://smdb.kb.se/catalog/id/001393693
3. ↑  https://smdb.kb.se/catalog/id/001396508
4. ↑  https://smdb.kb.se/catalog/id/001423076